# كاريل روبتين
كاريل روبتين مواليد 28 يناير 1889 في براغ، الامبراطورية النمساوية المجرية - الوفاة 14 فبراير 1978 في تشيكوسلوفاكيا، كان لاعب كرة مضرب تشيكي. سبق أن شارك في دورة الألعاب الأولمبية الصيفية.

## روابط خارجية
- كاريل روبتين على موقع الاتحاد الدولي لكرة المضرب (الإنجليزية)
- كاريل روبتين على موقع اللجنة الأولمبية الدولية (الإنجليزية)
- كاريل روبتين على موقع أوليمبيديا (الإنجليزية)
- كاريل روبتين على موقع اللجنة الأولمبية التشيكية (التشيكية)